# Gemarkungen Aachens

Wappen der Stadt Aachen

Die Gemarkungen Aachens sind Teilgebiete der Stadt Aachen. Die Unterteilung des Stadtgebiets in Gemarkungen dient als Grundlage für die Führung des Grundbuchs.

## Liste der Gemarkungen
Innerhalb der Stadt Aachen gibt es 12 Gemarkungen. Die Gemarkung „Aachen“ entspricht dabei dem Stadtgebiet des 19. Jahrhunderts, die übrigen Gemarkungen im Wesentlichen den am Ende des 19. und im Verlauf des 20. Jahrhunderts nach Aachen eingemeindeten Gebieten und teilweise den entsprechend benannten Stadtbezirken Aachens.
| Nummer | Name              | Eingemeindung    | Stadtbezirk(e)         |
| ------ | ----------------- | ---------------- | ---------------------- |
| 4171   | Aachen (⊙)        | –                | Aachen-Mitte           |
| 4172   | Brand (⊙)         | 1. Januar 1972   | Brand                  |
| 4173   | Burtscheid(⊙)     | 1. April 1897    | Aachen-Mitte           |
| 4174   | Eilendorf(⊙)      | 1. Januar 1972   | Eilendorf              |
| 4175   | Forst(⊙)          | 1. April 1906    | Aachen-Mitte           |
| 4176   | Haaren(⊙)         | 1. Januar 1972   | Haaren                 |
| 4177   | Kornelimünster(⊙) | 1. Januar 1972   | Kornelimünster/Walheim |
| 4178   | Laurensberg(⊙)    | 1. Januar 1972   | Laurensberg            |
| 4179   | Lichtenbusch(⊙)   | 1. November 1922 | Kornelimünster/Walheim |
| 4180   | Richterich(⊙)     | 1. Januar 1972   | Richterich             |
| 4181   | Sief(⊙)           | 1. November 1922 | Kornelimünster/Walheim |
| 4182   | Walheim(⊙)        | 1. Januar 1972   | Kornelimünster/Walheim |